# Lénina (Dnepróvskaia)
|  | Per a altres significats, vegeu «Lénina». |

Lénina - Ленина (rus) - és un khútor del krai de Krasnodar, a Rússia. És a la vora dreta del riu Kirpili. És a 10 km al nord-oest de Timaixovsk i a 72 km al nord de Krasnodar.
Pertany a l'stanitsa de Dnepróvskaia.